# Tamazirt
Tamazirt é uma pequena vila localizada na província de Sétif, Argélia. Sua população estimada em 2008 era de 6 590 habitantes. Fica a 70 quilômetros da capital provincial Sétif.